# Octaedro truncado
O Octaedro truncado é um sólido de Arquimedes.
O sólido é obtido por truncatura sobre os vértices do Octaedro.
Tem 8 faces hexagonais regulares, 6 faces quadradas, 24 vértices e 36 arestas.
O Poliedro dual do Octaedro truncado é o Hexaedro tetrakis.

## Planificação

Uma rotação completa de uma octaedro truncado, fotos a cada 15°, parte do acervo da Matemateca IME-USP.

## Área e volume
Área A e o volume V de um Octaedro truncado de lado a:
{\displaystyle A=(6+12{\sqrt {3}})~a^{2}\approx 26,7846~a^{2}}
{\displaystyle V=8{\sqrt {2}}~a^{3}\approx 11,3137~a^{3}}